# Campeonato Argentino de Futebol de 1926 (AAF)
O Campeonato Argentino de Futebol de 1926, originalmente denominado Copa Campeonato 1926, foi o quadragésimo quinto torneio da Primeira Divisão do futebol argentino e o trigésimo quarto e último organizado pela Asociación Argentina de Football. O certame foi disputado entre 18 de abril de 1926 e 16 de janeiro de 1927. No meio do torneio, seis clubes perderam a filiação e se transferiram para a segunda divisão da Asociación Amateurs. Sendo assim, os jogos disputados por essas equipes foram anulados. O Boca Juniors conquistou o seu quinto título de campeão argentino.

## Participantes
| Equipe                | Cidade       |
| --------------------- | ------------ |
| All Boys              | Buenos Aires |
| Alvear                | Buenos Aires |
| Argentino de Banfield | Banfield     |
| Argentino de Quilmes  | Quilmes      |
| Argentinos Juniors    | Buenos Aires |
| Boca Alumni           | Buenos Aires |
| Boca Juniors          | Buenos Aires |
| Chacarita Juniors     | Buenos Aires |
| Colegiales            | Buenos Aires |
| Del Plata             | Buenos Aires |
| El Porvenir           | Gerli        |
| General San Martín    | San Martín   |
| Huracán               | Buenos Aires |
| Nueva Chicago         | Buenos Aires |
| Palermo               | Buenos Aires |
| Porteño               | Buenos Aires |
| Progresista           | Gerli        |
| San Fernando          | San Fernando |
| Sportivo Balcarce     | Buenos Aires |
| Sportivo Barracas     | Buenos Aires |
| Sportivo Dock Sud     | Avellaneda   |
| Sportsman             | Buenos Aires |
| Temperley             | Temperley    |
| Universal             | Buenos Aires |

## Classificação final
| Pos | Equipes               | Pts | J  | V  | E | D  | GM | GS | SG  |
| --- | --------------------- | --- | -- | -- | - | -- | -- | -- | --- |
| 1.  | Boca Juniors          | 32  | 17 | 15 | 2 | 0  | 67 | 4  | +63 |
| 2.  | Argentinos Juniors    | 28  | 17 | 12 | 4 | 1  | 26 | 11 | +15 |
| 3.  | Huracán               | 24  | 17 | 11 | 2 | 4  | 37 | 8  | +29 |
| 4.  | Sportivo Balcarce     | 23  | 17 | 10 | 3 | 4  | 29 | 19 | +10 |
| 4.  | Palermo               | 23  | 17 | 10 | 3 | 4  | 28 | 23 | +5  |
| 6.  | Argentino de Banfield | 20  | 17 | 9  | 2 | 6  | 31 | 26 | +5  |
| 7.  | Chacarita Juniors     | 18  | 17 | 7  | 4 | 6  | 18 | 16 | +2  |
| 7.  | Argentino de Quilmes  | 18  | 17 | 8  | 2 | 7  | 25 | 30 | -5  |
| 9.  | San Fernando          | 17  | 17 | 8  | 1 | 8  | 21 | 24 | -3  |
| 10. | Boca Alumni           | 15  | 17 | 5  | 5 | 7  | 21 | 18 | +3  |
| 10. | Sportsman             | 15  | 17 | 5  | 5 | 7  | 17 | 22 | -5  |
| 10. | Alvear                | 15  | 17 | 5  | 5 | 7  | 13 | 20 | -7  |
| 13. | Universal             | 14  | 17 | 5  | 4 | 8  | 12 | 36 | -24 |
| 14. | General San Martín    | 13  | 17 | 5  | 3 | 9  | 15 | 24 | -9  |
| 15. | Sportivo Dock Sud     | 12  | 17 | 5  | 2 | 10 | 22 | 21 | +1  |
| 16. | Del Plata             | 9   | 17 | 4  | 1 | 12 | 15 | 43 | -28 |
| 17. | Progresista           | 8   | 17 | 4  | 0 | 13 | 19 | 20 | -1  |
| 18. | Porteño               | 2   | 17 | 0  | 2 | 15 | 17 | 68 | -51 |

## Premiação
| Campeonato Argentino de Futebol de 1926 (AAF) |
| --------------------------------------------- |
| Boca Juniors Campeão (5° título)              |

## Goleador
| Jogador   | Jogador        | Gols | Equipe       |
| --------- | -------------- | ---- | ------------ |
| Argentina | Roberto Cherro | 22   | Boca Juniors |

## Bibliografía
- Estévez, Diego (2010). 38 Campeones del fútbol argentino 1891-2010. [S.l.]: Ediciones Continente. ISBN 978-950-754-301-2